# نینا کراویز
نینا کراویز (روسی: Нина Кравиц؛ زادهٔ تاریخ ورودی نامعتبر است) دی‌جی، خواننده، روزنامه‌نگار، و تهیه‌کننده موسیقی اهل روسیه است. وی از سال ۲۰۰۸ میلادی تاکنون مشغول فعالیت بوده‌است.